# Spermospora subulata
Spermospora subulata är en svampart som först beskrevs av R. Sprague, och fick sitt nu gällande namn av R. Sprague 1948. Spermospora subulata ingår i släktet Spermospora, divisionen sporsäcksvampar och riket svampar.   Inga underarter finns listade i Catalogue of Life.